# Eldridge (Iowa)
Eldridge ist eine Stadt (mit dem Status „City“) im Scott County im US-amerikanischen Bundesstaat Iowa. Im Jahr 2010 hatte Eldridge 5651 Einwohner, deren Zahl sich bis 2014 auf 6162 erhöhte. Das U.S. Census Bureau hat bei der Volkszählung 2020 eine Einwohnerzahl von 6.726 ermittelt.
Eldridge ist Bestandteil der Metropolregion um die Quad Cities in Iowa und Illinois.

## Geografie
Eldridge liegt am Ostrand Iowas, unweit des die Grenze zu Illinois bildenden Mississippi. Die Stadt liegt im nördlichen Vorortbereich von Davenport.
Die geografischen Koordinaten von Eldridge sind 41°39′29″ nördlicher Breite und 90°35′04″ westlicher Länge. Das Stadtgebiet erstreckt sich über eine Fläche von 24,55 km² und liegt in der Sheridan Township.
Das Stadtzentrum von Davenport liegt 17 km südlich. Weitere Nachbarorte von Eldridge sind Long Grove (4,5 km nördlich) und Park View (7,3 km nordnordöstlich), Princeton (23,9 km östlich), Le Claire (25 km ostsüdöstlich), das Stadtzentrum von Bettendorf (19 km südöstlich), Walcott (24,3 km südwestlich), Maysville (15,1 km westlich) und Donahue (12,4 km nordwestlich).
Die nächstgelegenen weiteren größeren Städte sind die Twin Cities in Minnesota (Minneapolis und Saint Paul) (509 km nordnordöstlich), Rockford in Illinois (178 km nordöstlich), Illinois’ größte Stadt Chicago (281 km östlich), Peoria in Illinois (171 km südöstlich), Illinois’ Hauptstadt Springfield (270 km südsüdöstlich), St. Louis in Missouri (408 km südlich), Iowas Hauptstadt Des Moines (271 km westlich), Cedar Rapids (134 km westnordwestlich).

## Verkehr
Der zum Freeway ausgebaute U.S. Highway 61 verläuft in Nord-Süd-Richtung durch den Osten von Eldridge. Alle weiteren Straßen sind untergeordnete Landstraßen, teils unbefestigte Fahrwege sowie innerörtliche Verbindungsstraßen.
Mit dem Davenport Municipal Airport, befindet sich unmittelbar hinter der südlichen Stadtgrenze ein kleiner Flugplatz für die Allgemeine Luftfahrt und den Lufttaxiverkehr. Der nächstgelegene Verkehrsflughafen ist der Quad City International Airport in Moline, Illinois (30 km südsüdöstlich).

## Bevölkerung
Nach der Volkszählung im Jahr 2010 lebten in Eldridge 5651 Menschen in 2213 Haushalten. Die Bevölkerungsdichte betrug 230,2 Einwohner pro Quadratkilometer. In den 2213 Haushalten lebten statistisch je 2,55 Personen.
Ethnisch betrachtet setzte sich die Bevölkerung zusammen aus 96,8 Prozent Weißen, 0,5 Prozent Afroamerikanern, 0,2 Prozent amerikanischen Ureinwohnern, 0,5 Prozent Asiaten sowie 0,3 Prozent aus anderen ethnischen Gruppen; 1,8 Prozent stammten von zwei oder mehr Ethnien ab. Unabhängig von der ethnischen Zugehörigkeit waren 2,1 Prozent der Bevölkerung spanischer oder lateinamerikanischer Abstammung.
28,8 Prozent der Bevölkerung waren unter 18 Jahre alt, 60,1 Prozent waren zwischen 18 und 64 und 11,1 Prozent waren 65 Jahre oder älter. 52,0 Prozent der Bevölkerung waren weiblich.
Das mittlere jährliche Einkommen eines Haushalts lag im Jahr 2014 bei 56.154 USD. Das Pro-Kopf-Einkommen betrug 30.772 USD. 4,6 Prozent der Einwohner lebten unterhalb der Armutsgrenze.

## Wirtschaft
Die Lewis Machine and Tool Company hat ihren Sitz in Eldridge.